# 4872 Grieg
4872 Grieg è un asteroide della fascia principale. Scoperto nel 1989, presenta un'orbita caratterizzata da un semiasse maggiore pari a 2,7272155 UA e da un'eccentricità di 0,0591991, inclinata di 10,69927° rispetto all'eclittica.